# Luna Morgenstern
Luna Morgenstern (Keulen, 1992) is een Duits-Nederlandse zangeres, liedschrijver en muziekproducent. Ze heeft twee ep's uitgebracht; Taking the Blow in 2021 en Dance Dance (Don't Go) in 2023.

## Biografie
Morgenstern groeide op in Keulen en heeft een Duitse moeder en een Franse vader. In Keulen werd ze tijdens haar tienerjaren beïnvloed door de technoscene in deze stad. Ze wilde muziek maken, maar vond dat ze niet de muzikale vrijheid had in Duitsland; er was daar een te typerende sound. Ze besloot om op twintigjarige leeftijd te verhuizen naar Nederland, deed een muziekopleiding aan het ArtEZ Conservatorium te Enschede en vestigde zich in Amsterdam. Bij haar muziekopleiding legde ze haar focus op liedschrijven.
In 2020 debuteerde de artiest met Somebody / Someone, een single met twee nummers en beide in samenwerking met de Duitse artiest Jules Ahoi. Later in dat jaar leverde ze een gastbijdrage aan het lied Perfect Strangers van het dj-duo pølaroit. Door 3voor12 werd ze in 2020 uitgeroepen tot Popronde-talent, maar in dat jaar kon ze niet aan dit rondreizende festival meedoen wegens de coronapandemie. Begin 2021 bracht ze haar eerste solosingle In My Head uit, waarin ze ingaat op mentale problemen en angsten. Deze single werd opgevolgd door Done, een ode aan vrijheid en onafhankelijkheid. Door Gus Unger-Hamilton van de indierockband alt-J werd een remix gemaakt van Done. In My Head en Done waren voorlopers van Morgensterns debuut-ep Taking the Blow. Op deze singles staan vijf nummers, waaronder nobodylovesmelikeyoulovedme, waarbij de zangeres zich richt op haar moeder, die overleed toen de zangeres 23 jaar oud was. Ze vertelt in de ballad hoe het met haar gaat en wat er in haar leven gebeurt. 
3voor12 riep haar opnieuw uit tot Popronde-talent, waardoor ze in dat jaar nog een keer de kans kreeg om mee te doen met de Popronde. Ze werd door datzelfde platform na de Popronde uitgeroepen tot een van de elf sterkste acts van dat jaar. Ondertussen werd de single Tonight gereleased, welke nationale en internationale aandacht kreeg. In 2022 werden verschillende singles uitgebracht, waaronder het door Sim Fane en Coloray geproduceerde Little Girl. Tevens was ze dat jaar het voorprogramma bij een clubtour van Goldband.
2023 begon voor Morgenstern met het uitbrengen van de single IDONTOU. Dit trancepopnummer schreef de zangeres nadat ze de aflevering BOOS: This is The Voice van de webserie BOOS had gezien. In het lied gaat de zangeres in op de onafhankelijkheid van vrouwen, en werd door 3voor12 omschreven als een "anthem voor slachtoffers van seksueel geweld". In maart 2023 stond de zangeres op Grasnapolsky en in de rest van het voorjaar was de voorprogramma voor Froukje. In juli werd de tweede ep Dance Dance (Don't Go) uitgebracht. Belangrijke mede-producers op deze ep zijn Nick Ribbens en de dj Ineffekt. De ep werd gepresenteerd bij een drieluik optredens in Merleyn, TivoliVredenburg en Paradiso.
Later in 2023 en in de loop van 2024 werd nog meer singles uitgebracht, waarvan sommige werden aangekondigd als voorlopers van een ep die in januari 2025 zou worden uitgebracht. In 2024 stond ze op de festivals Motel Mozaïque en Cultura Nova en trad ze op in verschillende zalen in Nederland, Duitsland en het Verenigd Koninkrijk. In het najaar was ze voorprogramma voor Merol en Say Yes Dog.

## Muziekstijl
Morgenstern schrijft, produceert en zingt haar eigen muziek. Hierbij wordt ze onder andere beïnvloed door EDM-artiesten Kaskade, Da Hool en Gigi D'Agostino, als inspiratiebronnen uit haar jeugd en altpopzangeressen Charli XCX, FKA Twigs, Caroline Polachek, Imogen Heap en ML Buch als haar latere inspiraties. De muziek die Morgenstern maakt is elektronische pop, maar toch divers, waardoor er door verschillende media verschillende namen aan gegeven worden. 3voor12 heeft het omschreven als onder andere altpop, dancepop, electro-indie en avantpop en Dansende Beren noemde het hyperpop en electropop.

## Discografie (albums en ep's)
- Taking the Blow (ep, 2021)
- Dance Dance (Don't Go) (ep, 2023)